# Renée Deneuve
Renée Deneuve, all'anagrafe Jeanne-Renée Deneuve (Le Havre, 10 settembre 1911 – Parigi, 11 luglio 2021), è stata un'attrice teatrale e doppiatrice francese.
Era la madre delle attrici Catherine Deneuve e Françoise Dorléac.

## Biografia
Era figlia di Joseph-Sévère Deneuve, tappezziere, e di Antoinette-Jeanne Schenardi, casalinga.
Fu attrice teatrale attiva per alcuni decenni: dopo l'esordio, a 4 anni, nel 1915 al Teatro dell'Odeon di Parigi, interpretò nel corso degli anni una serie di classici, da Il Tartufo, Il malato immaginario e Le intellettuali di Molière a Ces Dames aux chapeaux verts, La Fleur merveilleuse.
Renée Deneuve fu una delle prime doppiatrici francesi, attiva già dal 1929, due anni dopo l'introduzione del sonoro: prestò la voce a icone hollywoodiane quali Olivia de Havilland, Helen Hayes, Judy Garland (ne Il mago di Oz) e Esther Williams.
È morta l'11 luglio 2021 a Parigi, 2 mesi prima di compiere 110 anni. La notizia è stata annunciata quattro giorni dopo dalla famiglia sulle pagine del quotidiano Le Figaro.

## Vita privata
La Deneuve si sposò a metà degli anni trenta con l'attore teatrale Aimé Clariond (1894-1959), da cui ebbe una figlia, Danielle (1936). In seguito si sposò con l'attore Maurice Dorléac (1901-1979), dal quale ebbe tre figlie, le celebri attrici Françoise Paulette Louise Dorléac (1942-1967), Catherine Fabienne Dorléac nota come Catherine Deneuve (1943) e Sylvie Noëlle Monique Dorléac (1946).

## Filmografia parziale

### Doppiatrice
- Judy Garland in Il mago di Oz e Nuvole passeggere
- Olivia de Havilland in I pascoli dell'odio
- Elissa Landi in Il segno della croce
- Esther Williams in Bellezze al bagno
- Donna Reed in I due capitani
- Patricia Hitchcock in Psyco